# Brommersprint

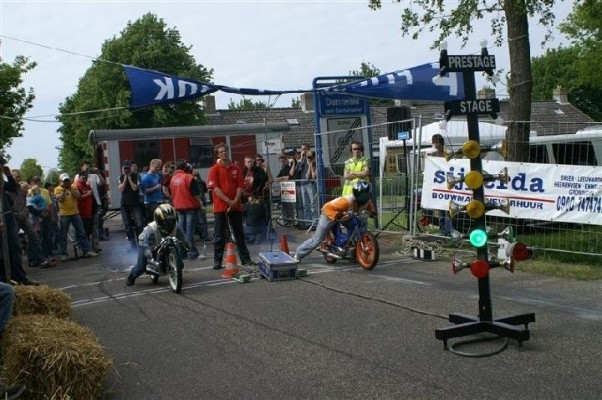
Brommersprinters in actie

Een brommersprint is de sport om op een opgevoerde bromfiets, of scooter zo snel mogelijk een parcours van 150 meter af te leggen. Het parcours bestaat uit een lange rechte weg.
Het sprinten is in 1989 in Jubbega ontstaan. Het toenmalige feestcomité DFC wilde iets voor de jongeren van 16 jaar en ouder organiseren en kwam op het idee om ze op brommers op straat tegen elkaar te laten rijden. Sinds dat jaar wordt er op Hemelvaartsdag elk jaar het officiële Nederlands Kampioenschap Brommersprint verreden.
Het Nederlands Kampioenschap wordt verreden in zes klassen: Automaten, Standaard-scooters, 50 cc, 70 cc, Pro Stock en de X-treem-scooterklasse. Daarnaast worden er ook officiële wedstrijden brommersprint gehouden in Damwoude en Genemuiden.